# Sramó Gábor
Sramó Gábor (Pécs, 1964. június 23.) magyar bábszínész, rendező, színházigazgató, a pécsi Bóbita Bábszínház örökös tagja.

## Életpályája
Tanulmányait a Nagy Lajos Gimnázium irodalmi-drámai osztálya (1982) után a Bábszínházképző Stúdióban végezte (1986), majd 1988-ban végzett a pécsi Janus Pannonius Tudományegyetem magyar–népművelés szakán.
1984–1991 között a pécsi Bóbita Bábszínház bábszínésze, ahol főleg karakterszerepeket játszott, de több előadást is rendezett. 1991-től a kecskeméti Ciróka Bábszínház ügyvezető igazgatója. 1994-től a Bóbita Bábszínház művészeti vezetője.
Háromévente megrendezi a Pécsi Nemzetközi Felnőttbábfesztivált. A kilencvenes évek közepén UNIMA kisdiplomával ismerték el tevékenységét.

## Színházi szerepeiből
- Arthur Miller: Az ügynök halála... Bernard
- Molnár Ferenc: A Pál utcai fiúk... Richter
- Balázs Béla: A hét királyfi... 3. Királyfi; Kék katona
- Bánky Gábor: Álomútvesztő... Durrbele Belédis
- Heindl Vera: A szépség és a szörnyeteg
- Fazekas Mihály–Kós Lajos–Dékány András: Lúdas Matyi... Huszár; Cigány; Siheder
- Hollós R. László: Nagy akarok lenni... Zsiráf; Sün

## Főbb rendezései
- Tor Åge Bringsvaerd: A hatalmas színrabló
- Pavel Vasicek: A fekete cilinder
- Haller József: Boszorkányos szülinap
- Petőfi Sándor: A helység kalapácsa
- Pozsgai Zsolt: Holle anyó
- Tóth Eszter: A csizmás kandúr
- Vörösmarty Mihály: Csongor és Tünde
- Varga Katalin–Szász Ilona: Mosó Masa mosodája
- Varga Katalin–Szász Ilona: Gőgös Gúnár Gedeon
- Szabó Magda–Szász Ilona: Bárány Boldizsár

## Bemutatott színpadi műve
- Oscar Wilde műve alapján  Sramó Gábor: Csillagfiú

## Könyve
- Papp Melinda–Sramó Gábor: Bóbita Bábszínház 50 • 1961–2011 (Pécs, 2012)